# HMS Kent (1762)
HMS Kent (Корабль Его Величества «Кент») — 74-пушечный линейный корабль третьего ранга. Четвёртый корабль Королевского флота, названный в честь графства Кент и герцога Кентского. 

## Постройка
Четвёртый линейный корабль типа Bellona. Заложен 20 марта 1759 года. Спущен на воду 23 марта 1762 года на королевской верфи в Дептфорде. Относился к так называемым «обычным 74-пушечным кораблям», нёс на верхней орудийной палубе 18-фунтовые пушки.

## Служба
В 1772 году командовать «Кентом» был назначен капитан Чарльз Филдинг. С 1774 года «Кент» использовался в качестве сторожевого корабля в Плимуте.
В июле 1774 года на борту «Кента» произошел неприятный инцидент, когда в момент салютования флагу адмирала, взорвалось около 400 фунтов пороха в сундуке левого борта возле кормы. Одиннадцать человек были убиты и ещё сорок пять ранены. По-видимому капитан корабля не понёс никакого наказания, так как продолжал командовать кораблём до 1776 года.
«Кент» оставался на службе до 1784 года, прежде чем был выведен из состава флота и продан на слом.